# Droga wojewódzka nr 327
Droga wojewódzka nr 327 (DW327) − dawna droga wojewódzka we Wrocławiu, łącząca przystanek kolejowy Wrocław Różanka ze stacją Wrocław Osobowice. Obecnie na całej długości stanowi drogę gminną.
Według aktualnego zarządzenia od 17 grudnia 2020 roku droga ta poprowadzona została starym przebiegiem drogi krajowej nr 5 w Bolkowie.